# Ingoberga (esposa de Cariberto I)
Ingoberga (520-589), fue la primera esposa del rey franco Cariberto I. Su linaje es desconocido.
Ingoberga y Cariberto fueron padres de Berta de Kent, la última esposa del rey Ethelberto de Kent, el iniciador de la misión cristiana en el pueblo anglosajón (la llamada misión gregoriana).
Su matrimonio no fue fácil. Según la historia de los francos:
"El rey Cariberto se casó con Ingoberga, con quien tuvo una hija que después se casó con un marido de Kent y fue llevada allí. En ese momento, Ingoberga tenía a su servicio a dos hijas de un hombre pobre. La primera se llamaba Marcowefa, que llevaba el manto de una monja, y la otra era Merofleda. El rey estaba muy enamorado de ellas, siendo ellas hijas de un cardador de lana. Ellas fueron amantes del rey y secretamente le dieron trabajo a su padre. Ingoberga, pensando que cuando el rey viera esto sentiría desagrado por ellas, mientras el cardador de lana trabajaba llamó a su marido. El rey esperaba ver algo extraño, pero sólo vio en la distancia a un hombre que tejía su lana, en ese momento se enojó y dejó a Ingoberga y se casó con Merofleda".